# Karnov
Karnov (カルノフ?) es un juego arcade de plataformas de 1987. En el juego, los jugadores toman el control del personaje del título Jinborov Karnovski (ジンボロフ・カルノフスキー?), o "Karnov" para abreviar. Karnov es un hombre fuerte ilustrado popularmente como parte de una parte no especificada de las repúblicas de Asia Central de la Unión Soviética como se muestra en el folleto de la arcade y nuevamente en la Karnov's Revenge.
Como un personaje creado por Data East, Karnov fue reintroducido en varios otros juegos de la compañía, incluyendo Bad Dudes Vs. DragonNinja en la que es jefe en el primer nivel. Karnov apareció más tarde en el juego Neo-Geo de 1994, Karnov's Revenge. Este juego, también conocido como Fighter's History Dynamite, no es una secuela del Karnov original, sino de Fighter's History, un luchador uno a uno competitivo en el que Karnov es el jefe final.

## Jugabilidad
El juego pone al héroe del hombre fuerte del ex circo, forzudo, que respira fuego, del este de Rusia y del antiguo circo en una búsqueda a través de nueve niveles diferentes para buscar el tesoro definitivo. Sin embargo, entre él y el tesoro hay varios monstruos horrendos, que incluyen monjes con espadas, dinosaurios, djinn, hombres pescadores, gárgolas, monstruos de árboles, fuego fatuo, criaturas de roca, mujeres de ciempiés y guerreros de esqueletos que montan avestruces.
Karnov puede caminar, saltar y disparar para atravesar estos niveles y encontrar elementos especiales que lo ayudarán. La adquisición de orbes rojos puede mejorar Karnov hasta que dispara tres bolas de fuego a la vez. El final de cada nivel tiene uno o más jefes que debe derrotar para recibir una nueva pieza de un mapa del tesoro. El final del juego cuenta con un poderoso jefe llamado "The Wizard" que defiende la última pieza del mapa que conduce al tesoro.

## Puertos
Karnov fue posteriormente portado a numerosos sistemas domésticos, como NES, Commodore 64, ZX Spectrum y otros.

### PC
El puerto para PC fue desarrollado por Quicksilver Software. Al igual que otros puertos de Data East de Quicksilver, como Commando, Ikari Warriors y Guerrilla War, fue una versión de PC booterque arrancó su propio sistema operativo mínimo desde el disco.

### Famicom/NES
La versión Famicom fue desarrollada conjuntamente por Data East (diseño y audio) y SAS Sakata (programación). Fue lanzado el 18 de diciembre de 1987 en Japón por Namco, y poco después en su equivalente norteamericano, el NES, en 1988 por Data East. Aunque juega de forma muy similar al juego de arcade, hay algunas diferencias notables:
- Karnov toma dos golpes para morir en lugar de solo uno. Después de ser golpeado una vez, cambiará a un color azul en el que le queda un golpe a la izquierda o puede volver a obtener un golpe extra al agarrar una esfera de bola de fuego azul.
- La Super Fireball se reemplaza con la Spike Bomb, que destruye a todos los enemigos en la pantalla. El objeto Trolley se reemplaza con el Shield que se usa para reflejar las bolas de fuego de un enemigo.
- Los niveles 4 y 8 son completamente diferentes de los niveles de arcade.
- El jefe final ya no es el Mago, sino un dragón gigante de tres cabezas. Ambas peleas, sin embargo, tienen lugar en salas similares.

El juego en Famicom es notablemente más difícil ya que tiene continuaciones limitadas, y la opción no está visiblemente presente después de que se pierden todas las vidas, en lugar de eso, se requiere presionar Select y Start al mismo tiempo. El juego de NES, sin embargo, proporciona continuaciones ilimitadas, y también permite que Karnov muera cuando se presionan los botones A y B en el segundo controlador.

## Recepción
Las ventas de Karnov habían superado las 250,000 copias en noviembre de 1989.
La versión para IBM PC del juego fue revisada en 1989 en Dragon #142 por Hartley, Patricia y Kirk Lesser en la columna "El rol de las computadoras". Los críticos le dieron al juego 4½ de 5 estrellas.

## Apariciones posteriores
Aunque no se lanzó ninguna secuela directa de Karnov, Data East ha usado al personaje del título como un enemigo. En algunos juegos, como Garyo Retsuden, Tumblepop y Trio The Punch - Never Forget Me... (con enormes estatuas de piedra e incluso mini versiones del personaje), Karnov aparece como un enemigo habitual.
En otros juegos de Data East, aparece como un personaje principal. En Bad Dudes vs. DragonNinja, Karnov es el jefe del primer nivel. Una versión gris de Karnov aparece más tarde en el juego. Según la secuencia de créditos de la versión japonesa del juego, esta versión de Karnov se llama Kusamoci Karnov.
Karnov también es el último oponente en el Fighter History original, y se convierte en un personaje jugable en sus secuelas. Aunque no es un cameo oficial, el jefe de la guardia del juego de Gaelco, Big Karnak, es casi idéntico a los sprites de Karnov y Kusamoci Karnov de Bad Dudes vs. DragonNinja.
Karnov también ha hecho varias apariciones. Aparece en el fondo del callejón del juego Neo-Geo Street Slam. Se le muestra con una camisa con una "K" en ella. Karnov también aparece en los créditos del juego freeware desarrollado independientemente I Wanna Be the Guy. En Shantae and the Pirate's Curse, una silueta fantasmal que ayuda al personaje titular es muy similar a Karnov, e incluso está implicada en ser su padre muerto.